# 541.
◄ | 5. stoljeće | 6. stoljeće | 7. stoljeće | ►
◄ | 510-ih | 520-ih | 530-ih | 540-ih | 550-ih | 560-ih | 570-ih | ►
◄◄ | ◄ | 538. | 539. | 540. | 541. | 542. | 543. | 544. | ► | ►►
Astronomija • Književnost • Kršćanstvo • Pravo • Promet

## Smrti
- Ildibad, ostrogotski kralj
- Erarik, ostrogotski kralj

## Vanjske poveznice
|  | Zajednički poslužitelj ima još gradiva o temi 541. |